# 叶海亚·戈塔尼
叶海亚·戈塔尼（阿拉伯語：يحيى الغوطاني，2003年8月9日—）是叙利亚跆拳道运动员，在约旦滞留期间，被选中参加2024年夏季奥林匹克运动会，并被任命为难民代表团旗手。

## 生平
戈塔尼生于叙利亚，是家中长子。七岁那年因叙利亚内战爆发，与家人逃到约旦，居住在阿兹拉克难民营。2016年，12岁的他从朋友那得知跆拳道人道主义基金会在阿兹拉克学院开设跆拳道，从而接触到跆拳道。据教练的回忆，戈塔尼是在2016年开始学习跆拳道，年仅12岁，且是主动提出。
戈塔尼学习后迅速展现出其天赋，并立志要成为顶尖运动员。他仅用5年的时间便达到跆拳道黑带二的水平，远超通常所需的7年。随后，他在世界跆拳道联合会的帮助下踏入国际赛场。2023年，他参加了2023年世界跆拳道锦标赛63公斤级比赛。2024年，他在跆拳道人道主义基金会和世界跆拳道联合会举办的希望与梦想体育节上以难民代表团成员身份取得2024年夏季奥林匹克运动会男子68公斤级跆拳道比赛参赛资格。为了备战奥运会，他与约旦国家跆拳道队一起在法里斯·阿萨夫（Faris Al Assaf）指导下训练。阿萨夫曾助力艾哈迈德·阿布贾努殊在2016年赢得约旦首枚奥运金牌及奖牌。在奥运开幕式上，他与辛迪·恩甘巴共同担任旗手，以19岁之龄成为奥运史上最年轻的旗手之一。